# Ochthebius uniformis
Ochthebius uniformis är en skalbaggsart som beskrevs av Perkins 1980. Ochthebius uniformis ingår i släktet Ochthebius och familjen vattenbrynsbaggar. Inga underarter finns listade i Catalogue of Life.